# Tigoa
Tigoa (teilweise auch Tingoa) ist die Provinzhauptstadt der salomonischen Südwest-Provinz Rennell und Bellona. Sie liegt im Westen der Insel Rennell. Der Ort hat rund 613 Einwohner. Bei Tigoa befindet sich der Flughafen Rennell/Tingoa.